# Giardino botanico Alpinia
Il giardino botanico Alpinia si trova nella località Alpino (frazione di Stresa), situato sulle pendici del Mottarone sovrastanti la riva occidentale del Lago Maggiore con fronte al golfo Borromeo. Il giardino copre una superficie di circa 40.000 m² ed ospita più di mille specie botaniche provenienti dalla fascia alpina e subalpina, nonché dal Caucaso, dalla Cina e dal Giappone.

## Storia e caratteristiche
Il giardino Alpinia (chiamato Duxia fino alla caduta del regime fascista) viene ufficialmente fondato nel 1934 da Igino Ambrosini e Giuseppe Rossi; al momento dell'inaugurazione è uno dei primi esempi di giardino botanico alpino presenti in Italia e ciò gli dona subito notorietà, assieme agli apprezzamenti giunti da naturalisti e botanici internazionali.
(Henry Correvon, 1934)
Il giardino è posto in una zona panoramica di raro valore; offre una balconata naturale con un ampio belvedere sul Lago Maggiore e le Isole Borromee, oltre a una vista su alcune vette del Parco nazionale della Val Grande quali le Alpi Lepontine, il Monte Disgrazia, le Grigne ed il Monte Legnone.
All'interno del giardino vi sgorga una fonte, che è stata dedicata al naturalista Marco De Marchi fondatore dell'Istituto Idrobiologico di Pallanza.

## Scopi
Alcuni scopi fondativi nelle parole di Igino Ambrosini:
1° Impedire che la località singolarissima venisse ceduta per costruzioni private, così da toglierla al godimento pubblico, com'era già avvenuto ormai in tutti i più bei posti panoramici di Alpino;
2° Formarvi una raccolta di vegetazioni che costituisse oggetto di godimento estetico, facesse conoscere la vita delle piante montane e la loro utilizzazione: con ciò fosse fonte e mezzo di istruzione e di affiatamento del gusto per notevoli masse di visitatori;
3° Costituire - per la concomitanza della visione panoramica e l'esistenza di un giardino alpino – un singolare richiamo turistico per italiani e stranieri.

## Specie presenti
Alcune delle specie botaniche presenti nel giardino:
- Abies nordmanniana
- Acer pseudoplatanus
- Artemisia spp.
  - A. atrata
  - A. borealis
  - A. campestris
  - A. chamaemelifolia
  - A. genipi
  - A. umbelliformis
  - A. vallesiaca
- Arundo donax
- Betula pubescens
- Caltha palustris
- Campanula spp.
  - C. bononiensis
  - C. excisa
  - C. glomerata
  - C. spicata
  - C. thyrsoides
- Centaurea spp.
  - C. bracteata
  - C. cyanus
  - C. montana
  - C. phrygia
  - C. scabiosa
  - C. triumfetti
- Cotoneaster horizontalis
- Cotoneaster lactea
- Cytisus scoparius
- Dianthus spp.
  - D. alpinus
  - D. carthusianorum
  - D. seguieri
  - D. sylvestris
- Erygium giganteum
- Fagus sylvatica
- Frangula alnus
- Fraxinus excelsior
- Geranium
  - G. argenteum
  - G. macrorrhizum
  - G. phaeum
  - G. pratense
  - G. sanguineum
  - G. sylvaticum
- Heracleum mantegazzianum
- Iris pseudacorus
- Iris sibirica
- Juniperus communis
- Laburnum anagyroides
- Lythrum salicaria
- Myosotis scorpioides
- Rhodotypos kerrioides
- Salix spp.
- Scirpus sylvaticus
- Silene
  - S. alpestris
  - S. dioica
  - S. rupestris
  - S. saxifraga
  - S. vallesia
- Silphium perfoliatum
- Sorbus aria
- Sorbus aucuparia
- Typha latifolia

## Galleria d'immagini

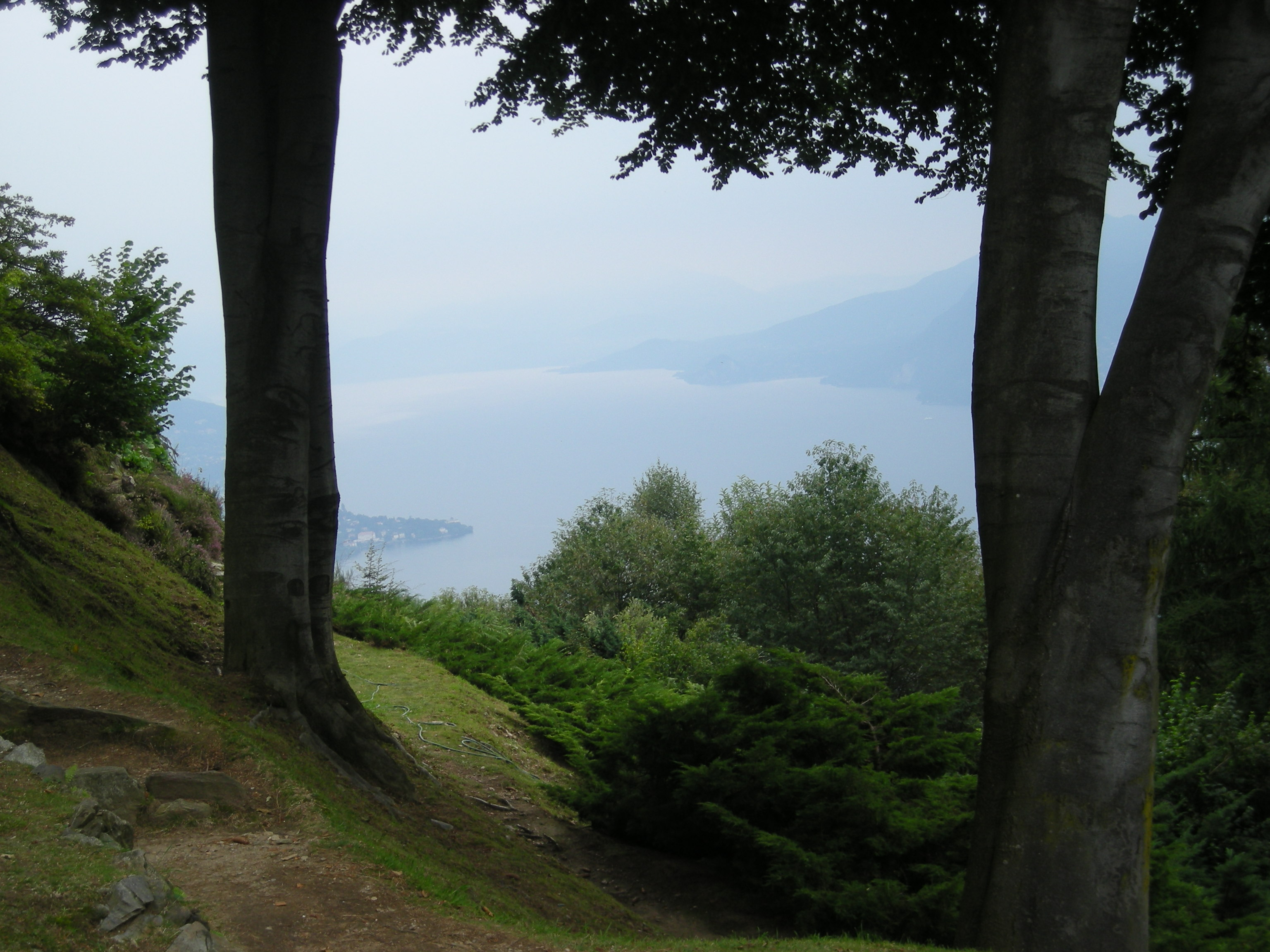
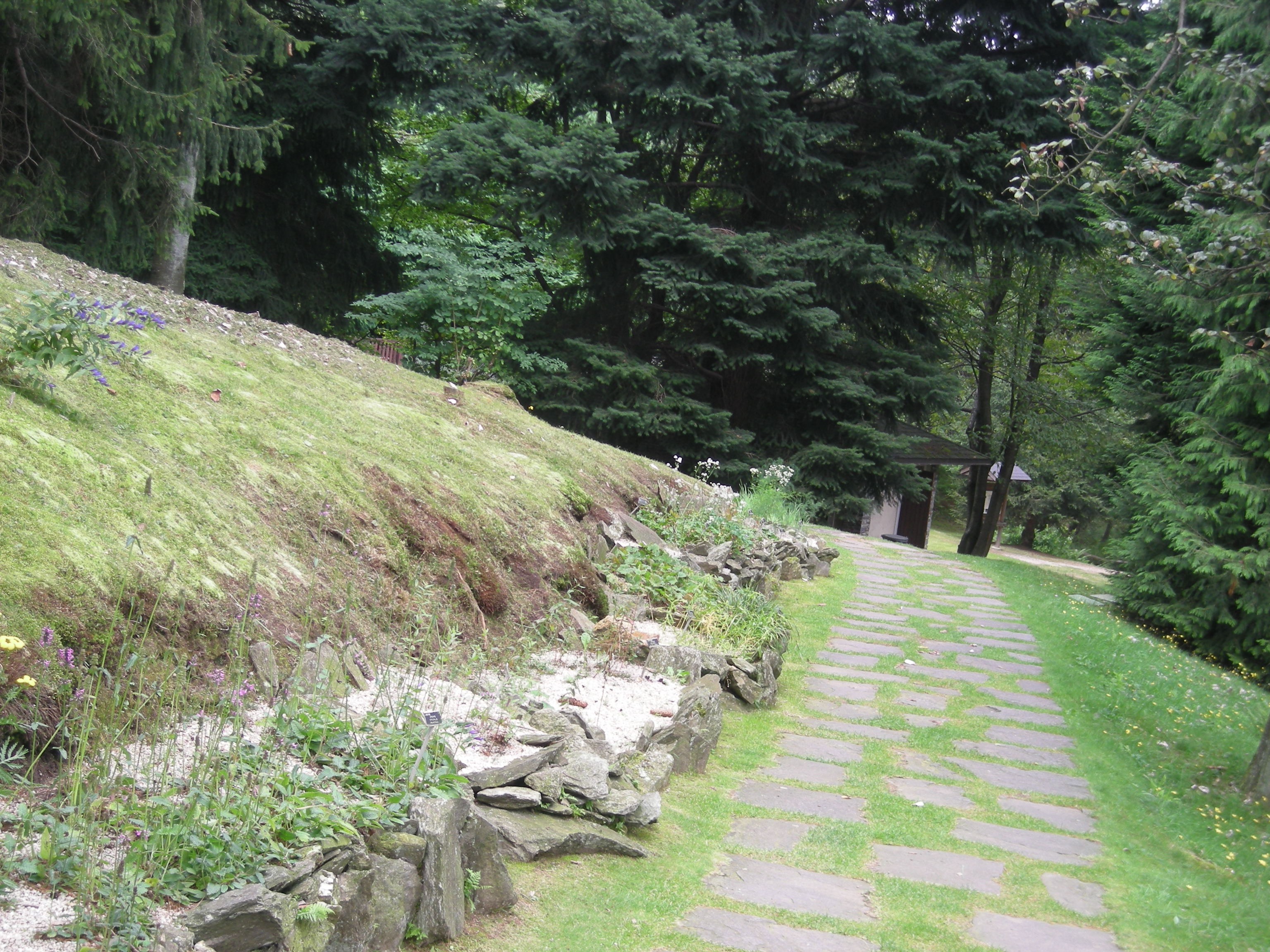
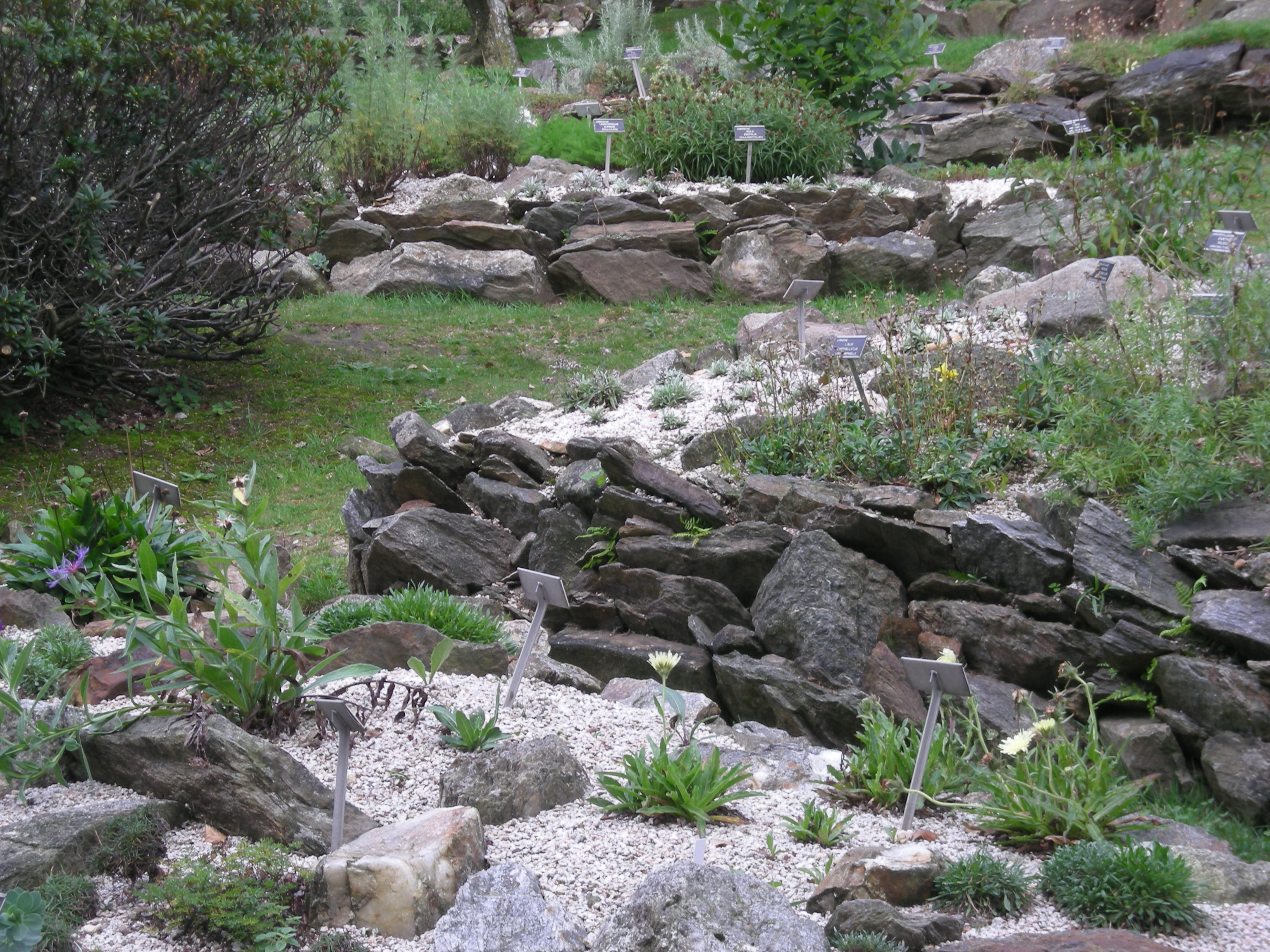
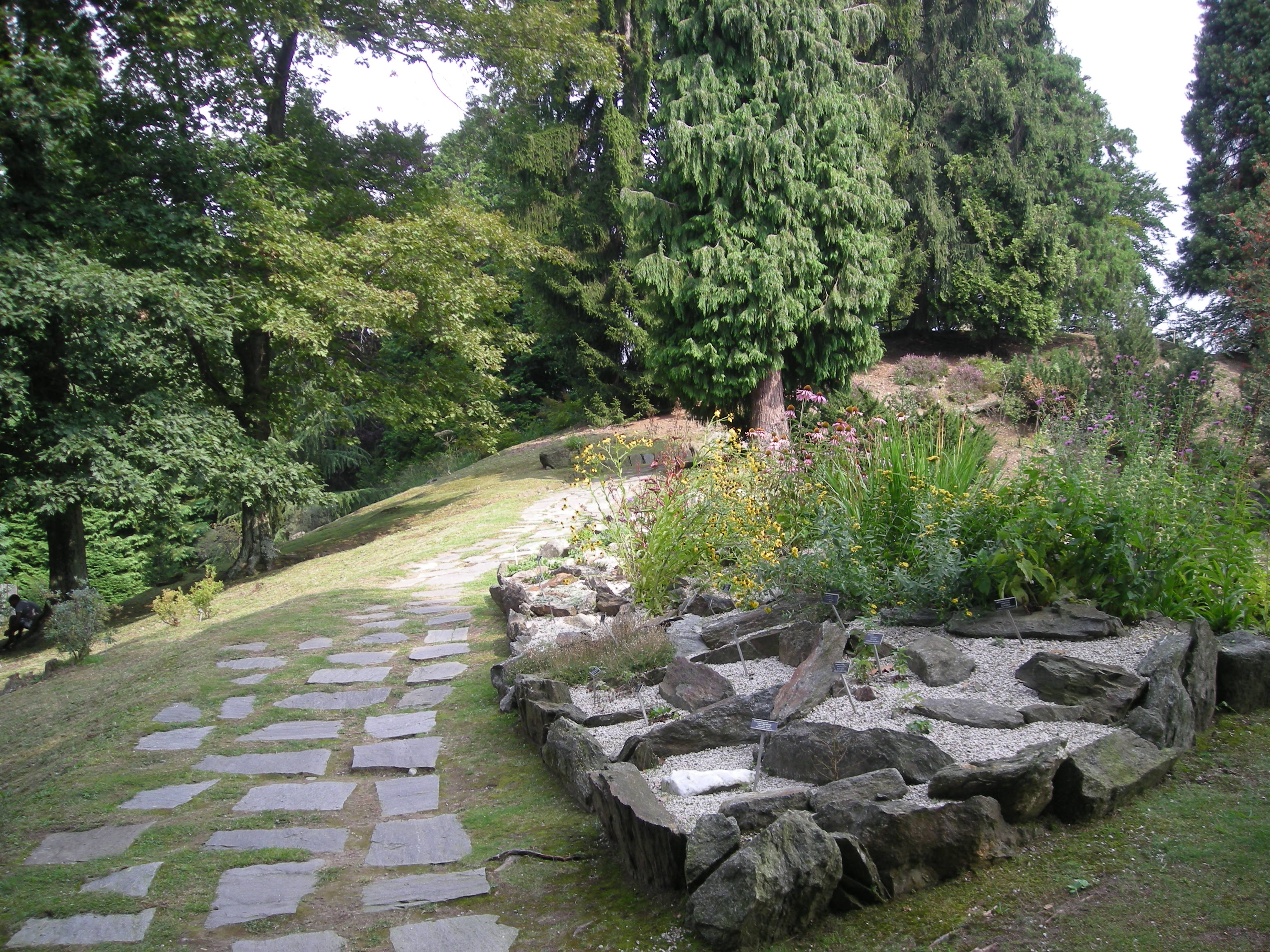